# 葵百合香
葵 百合香（あおい ゆりか、1984年5月21日 - ）は、日本のAV女優。LINX所属。

## 略歴
東京都出身。2016年6月に「一松 愛梨（いちまつ あいり）」としてデビューした熟女系AV女優。所属事務所はジュエルズプロダクション。
2017年7月30日の公式Twitterで、カプセルエージェンシーへ移籍して「八田 愛梨」に改名したことを報告。
2018年3月30日、「葵 百合香（あおい ゆりか）」で新たにTwitterを開始し、LINXに移籍したことを報告。なお、「葵百合香」のプロフィールでは出身地が神奈川県、バストサイズが101cm（Gカップ）となっている。
2023年5月15日週FANZA動画フロアランキングにおいて、出演した『【祝春ギフト】【福袋】超絶大ヒット人気タイトル厳選ノーカット収録!15作品で35時間!まるごと2130分大収録!乳首びんびんどすけべ痴女BEST!!』（発売：かつお物産/妄想族）が1位を記録。
ハーレーダビッドソン専門誌『VIBES』Vol.374（2024年12月号）で表紙を担当。

## 人物
潮吹きの量には定評があり、プライベートでも自宅のソファーを布張りから革張りに買い換えたり、床も絨毯ではなくフローリングにするなど部屋を潮吹き仕様に変えるほどで、「鯨奥様」と称されている。
性欲が常にかなり強い方だと自認していて、何時間でもしていられる。性欲は年々増しているような実感がある。
セックスで嘘はつきたくないのでイク演技は一切していない。

## 作品

### アダルトDVD

#### 「一松愛梨」名義
- 子供が居るのに性欲が抑えられずに浮気を繰り返す ヤバイ妻AVデビュー（6月25日、本中）
- 夫の命令で恥ずかしがりながらもドスケベ衣装で赤の他人を誘惑し寝取らせSEXでアヘる人妻（11月4日、MAGIC）※オムニバス作品
- 長身女性にイカされ続けた搾精祭り（12月7日、AMEDIA/妄想族）

- ドSな長身痴女のペニバン男犯 ドライオーガズム（1月7日、MEGAMI）
- 夫の連れ子に抱かれた再婚妻（1月19日、タカラ映像）
- ザ☆淫語痴女 手コキ男犯 連射・男の潮吹き・尿道・亀頭・睾丸責め（2月7日、MEGAMI）※オムニバス作品
- 本気(マジ)口説き 人妻編 34 ナンパ▶連れ込み▶SEX盗撮▶無断で投稿（2月10日、MAGIC）※オムニバス作品、「Aさん」名義
- SODファン大感謝祭 160センチの素人男性を170センチの美女8名がおもてなし デカデカバスツアー 酒池肉林!人生最高の思い出を届ける1泊2日の旅 in館山 古川いおり 神波多一花 葵百合香 春川せせら 峰岸まおみ 伊東真緒 倉内まりや 桐谷まほ 有沢実紗（2月16日、SODクリエイト）
- ハイスペック!エロい妻 一松愛梨(32) 自分本位のヤリたいプレイ5本勝負!（2月20日、スターパラダイス）
- ふすまの向こうに大好きな彼氏! 寝取りリラクゼーションサロン性感オイルコース（3月20日、スターパラダイス）※オムニバス作品
- 素人奥様高額バイト 若妻を撮影会と称して恥ずかしい姿に…（3月20日、スターパラダイス）※オムニバス作品
- 逆レイプ魔 〜天使のドSテクに撃沈する男たち〜（3月25日、M男パラダイス）※オムニバス作品
- 顔出し!美人妻限定 ザ・マジックミラー 清楚な奥様が初めての潮吹き体験! 人前でイキ潮を吹いてしまい恥じらう人妻オマ○コにデカチン挿入!!連続イキ漏らし!!! 合計127発 in池袋（4月19日、ディープス）※オムニバス作品、「りょうこ」名義
- ホンナマ。温泉NTR（5月25日、ビッグモーカル）※オムニバス作品
- 同僚の妻 夫の同僚に寝取られ潮を吹いて悦ぶ美人妻（5月25日、センタービレッジ）
- 出稼ぎ妻 高額商品購入者に妻は別人になって償いに…（5月25日、ながえスタイル）
- 町内会の父母たちの悪ノリ『お祭』打ち上げ!! 「パパごめんなさい…」レン君のママも、あいちゃんのママも酔いにまかせて寝取られちゃった記録ビデオ!!（5月25日、クンカ）※「松本梨花」名義、共演:水野奈保子
- 農道ナンパ 8（6月19日、ルビー）※オムニバス作品
- 長身女性の肉体に犯される（6月19日、MEGAMI）
- 長身女神の体液は快楽の味（6月25日、M男パラダイス）
- 兄弟夫婦の近親寝取り（7月7日、クリスタル映像）※オムニバス作品
- 熱烈淫写NTR 家内がカメコに囲まれている（7月13日、JET映像）
- 近隣トラブルで男にクレームをする人妻は説教中に媚薬を盛られ自分の意志に反して欲しがる膣内に中出しされる!（7月14日、MAGIC）※オムニバス作品
- 巨乳人妻ナンパ セキララ卑猥トークと臨時収入でどこまで脱げる!?（7月20日、スターパラダイス）※オムニバス作品
- 淫乱人妻援●交際（8月4日、クリスタル映像）※オムニバス作品
- 痴女のエロい ベロ接吻手コキ（8月7日、MEGAMI）※オムニバス作品
- これはまるで猿のセンズリ!! バ◎アグラ絶倫チ○ポ!?で熟女をアヒアヒ逝かせてみた（9月1日、プラム）
- 完全ガチ交渉! 素人さんにパンティ見せてもらった後にフェラ抜きおしゃぶりバイトしてもらっちゃいました!!（10月10日、ジャネス）※オムニバス作品
- 息子の友達を喰い散らかすデカチン好きの母（10月19日、ドグマ）
- 一般黒人男性×人妻OL ち○ぽが大きすぎて困っている日本在住の黒人男性が人妻OLにお悩み相談! 旦那の短小ち○ぽとは比べものにならない黒デカち○ぽの登場に恥じらいながらもご無沙汰マ○コは疼きだす! 子宮の奥まで届く未体験のガン突きセックスに激イキ合計52回!!（11月7日、ディープス）※オムニバス作品、「しょうこ」名義
- 妻をメチャクチャにして下さい。 4 独身の部下を家に住まわせた夫…（11月13日、ながえスタイル）※オムニバス作品

#### 「八田愛梨」名義
- イケメンに巨根ビンタされたいドMの保険セールスレディー（11月19日、センタービレッジ）
- 聖水一番搾り 10人の美痴女（11月25日、MEGAMI）※オムニバス作品
- 出産後の感度抜群 人妻ママナンパ! 2 ベビーカーを引く人妻の産後で感度が上がった身体を大調査!!（12月10日、ホットエンターテイメント）※オムニバス作品

- 熟女限定 熟女が部屋にやって来た お持ち帰り盗撮 そのままAV発売へ 4 爆乳長身若妻ツインタワー編（2月19日、熟女バンク）※オムニバス作品、「みな」名義
- キ○タマ空っぽにさせてくれる、特技はヤル事、出す事、舐める事、スケベ痴女です（2月20日、スターパラダイス）※オムニバス作品
- 好色夫人 〜男だけに飽き足らず女とも浮気する好きもの美人妻〜 翔田千里 八田愛梨（3月13日、U&K）
- 「手」を積極的に使うフェラチオ（4月6日、OFFICE K'S）※オムニバス作品
- 新・欲求不満妻たちのセンズリ鑑賞（4月6日、OFFICE K'S）※オムニバス作品
- アナルフィスト&フットファック 〜男が脳イキするドライオーガズム・エクスタシー〜（4月19日、M男パラダイス）※オムニバス作品
- 快楽の味 【聖水】 10人の美女（4月25日、M男パラダイス）※オムニバス作品
- 禁じられた行為!! 夫のそばで情事にふける女たち バレるかも知れないスリルが興奮する（5月13日、ながえスタイル）※オムニバス作品
- 禁断 母と乱暴な息子（6月25日、ながえスタイル）※オムニバス作品

#### 「葵百合香」名義
- 麗しのキャンペーンガール AGAIN 14 愛菜と百合香（6月30日、HMJM）※オムニバス作品
- 寝取られ人妻レズビアン 〜新妻の浮気相手は夫の上司〜 彩奈リナ 葵百合香（7月1日、U&K）
- ガニ股絶頂 手まんレズ（7月13日、U&K）※オムニバス作品
- 夫の知らぬ間に5回中出ししても止まらない若奥様 欲求不満な若奥様の本気SEX（7月13日、REAL）※「ゆりか」名義
- 巨乳ジョガー熟女受精 4人目（7月15日、MDMA）※「富田優紀子」名義
- 一般男女モニタリングAV 同窓会終わりに突撃交渉! 10数年ぶりに再会した同級生男女はラブホテルで1発10万円の連続射精セックスしてしまうのか!? 2 高校時代から気になっていたクラスのマドンナの巨乳とデカ尻にフル勃起した既婚者チ○ポと恥じらいつつもラブホの非日常感に疼いてしまった人妻マ○コが互いの家庭を忘れた秘密の生セックスは1発限りじゃ収まらない!! 4組合計中出し14発!（7月19日、ディープス）※オムニバス作品、「みほ」名義
- Gカップ 潮吹き美脚婦人（7月25日、豊彦）※「柏木純子」名義
- 旦那の帰りをエロコスチュームでお出迎え!? 欲求不満の貞淑妻に義理の息子は大興奮! 性欲の溜まった義母の身体が激ピストンで痙攣絶頂!（7月27日、DOC）※オムニバス作品
- 弟の彼女を寝取るはレズの姉 大橋依織 葵百合香（8月1日、U&K）
- ぶっかけ!OL スーツ倶楽部 4 〜パート主婦OL百合香さんの巨乳パツパツスーツとオトナのオフィスカジュアル〜（8月7日、下半身タイガース/妄想族）
- 美熟女 超・絶頂  葵百合香（8月10日、REAL）
- 女王蹂躙地獄 vol.14 華麗なる長身女王様の屈辱的な崩壊 ドS女が濃厚淫汁垂れ流し逝く瞬間 葵百合香（8月13日、Baby Entertainment）
- 昼下がり町内会! 若妻たちのちょっと危険でかなりHな王様ゲーム!! 15　母の代理で参加した町内会の集まりでまさかの展開! 若い時に王様ゲームをした事が無いという話で盛り上がった奥様方が急に「王様ゲームやりたい!」と言い出したんです。男はボクひとりしかいないもんだから、当然いい思いが沢山出来ちゃいました!!（8月19日、Hunter）※オムニバス作品
- 田舎暮らしでナンパ経験皆無の男慣れしていないおばさんを狙い声をかけ、自宅に上がり込みそのまま濃厚なセックスをした顛末をそのまま発売 14人4時間（8月23日、ビッグモーカル）※オムニバス作品
- 貞淑妻が夫に内緒でAV出演! イク事を我慢させられ、気が狂う程寸止めされた後の気持ちよすぎる大絶頂セックス（8月23日、F&A）※「百合香」名義
- 素人人妻デリヘル派遣 完全盗撮 Gカップ人妻 百合香さん33歳（8月23日、Mr.michiru）※「百合香」名義
- 汗だく濡れ舐めレズビアン（9月1日、U&K）※オムニバス作品
- 「アナタごめんなさい…」スケベ義父の執拗なイタズラに不覚にも発情してしまい長年溜まった濃厚精子を種付け連続大量発射される清廉嫁（9月7日、DOC）※オムニバス作品
- ザ☆淫語痴女 手コキ男犯 Mania 連射・男の潮吹き・亀頭ドライ・尿道・睾丸責め（9月7日、MEGAMI）※オムニバス作品
- ガニ股絶頂手まん熟レズ（9月13日、U&K）※オムニバス作品
- あの時のセフレは… 友達の母親（9月13日、タカラ映像）
- 緊急手術が迫る! 強制吐精させペニスを沈静化! 緊急マニュアル排精術!? 熟練美人ナースの緊急吐精処置 6 「緊急連絡! 救急患者の吐精処置願います! 排精後は手術室まで速やかに搬送願います!」（9月19日、熟女はつらいよ）
- 「あっダメ! そんなに動かしたら本当に挿っちゃう!!お願い…擦り付けるだけで我慢して…」巨乳過ぎる義母と素股をしていたらヌルヌルでズボ!!うっかり生挿入&生中出ししちゃったらまさかの淫乱化!!爆乳を激しく上下に揺らすほどの杭打ち高速ピストンで何度も何度も中でイカされちゃいました!（9月19日、Hunter）※オムニバス作品
- 女として全く意識してなかった年上女性に僕のメンズ服を着せたら、パンチラ胸チラが見えまくってしまい我慢できずに襲って妊娠率99％の濃厚年下ザーメンたっぷり中出し!（10月19日、かぐや姫pt/妄想族）
- 屈辱離婚調停NTR 私はこうして、女房に捨てられました…（11月7日、JET映像）
- お色気P●A会長と悪ガキ生徒会 葵百合香（11月15日、グローリークエスト）
- うまなみの兄にめろめろにされた弟嫁（12月13日、タカラ映像）
- 同じマンションに住む高飛車女をハメ倒したら下品なほど潮吹きする色情狂いの主婦でした（12月13日、アクアモール/HERO）
- コタツの中でひっそり奥さんのマ○コに触れると糸を引くほど溢れ出す愛液!ご無沙汰過ぎて旦那が隣に居るにも関わらず何度も悶絶絶頂! 3（12月14日、V&R PRODUCE）※オムニバス作品
- ショーパンの下はノーパン!?無防備にマンチラ・マンスジを見せつける家族に我慢できずに生ハメ中出し!（12月19日、かぐや姫Pt/妄想族）
- 肉欲接吻レズビアン 人妻セラピストの淫らなマッサージで女同士の快楽に堕とされて 葵百合香 彩奈リナ（12月20日、ヒビノ）
- HYPER FETISH ハイレグいやらしクィーン 葵百合香（12月26日、デジタルアーク）

- レズNGの久保今日子に酒を飲ませてべろんべろんに酔った勢いでレズ解禁! 久保今日子 葵百合香 鈴木さとみ（1月7日、ビビアン）
- 「痴漢最低!」と言ってたはずが…実際痴漢されたらオッパイ振り乱して感じてしまう本当ははしたない巨乳奥様（1月7日、下半身タイガース/妄想族）
- 爆乳人妻をレズレイプする生保レディ 葵百合香 枡田ゆう子（1月13日、U&K）
- 潮で溺れる高身長若妻 葵百合香（2月1日，パコパコ団とゆかいな仲間たち）※「AV OPEN 2018」企画部門 エントリー作品
- スリップの人妻 葵百合香（2月1日、プラネットプラス/クローズ）
- 暴発寸前! 巨乳圧迫寸止め淫語 葵百合香（2月19日、OPPAI）
- はだかの奥様 葵百合香（2月19日、KSB企画/エマニエル）
- 長身ボインの営業OL熟女は社内の性欲処理係（2月22日、クリスタル映像）
- 催眠撲滅/R-高慢の美人メンタリスト-（3月1日、催眠研究所別館）
- ド・M性感フェチ倶楽部 ～罵倒・拘束・乳首責めでM男君に最高の射精をお約束いたします～（3月7日、AKNR）
- 美魔女幹部ヴェルマリア 美少年戦闘員悦楽拷問 葵百合香 持田栞里（3月8日、GIGA）
- ネトラレーゼ 離婚した妻の告白（3月14日、タカラ映像）
- 女医in… ［脅迫スイートルーム]葵百合香（3月29日、ドリームチケット）
- 熟女エロプロレス 加藤あやの 水城奈緒 ましろ杏 葵百合香（4月11日、ROCKET）
- 肉感!OL倶楽部 3 ～レンタルOL百合香(Gカップ)・アナタ専用巨乳OL付き会員制セクハラオフィス～（4月19日、下半身タイガース/妄想族）
- 『妻が寝取られる姿を見て大興奮です!そして僕も参戦したい!』 旦那の特殊な【妻を寝取らせた後の参加型3P】願望を叶えるべく混浴温泉に招待!人妻は不倫SEXまでしてしまうのか?（4月25日、SODクリエイト）※オムニバス作品
- 催眠撲滅/F-忘我の美人メンタリスト-（5月2日、催眠研究所別館）
- ドラレコNTR7 車載カメラは見ていたねとられの一部始終を（5月7日、JET映像）※オムニバス作品
- 見た目が真面目そうなメガネ女子ほどチ○コを目の前にすると豹変する変態女（5月9日、AKNR）※オムニバス作品
- 悪エロガキの巨乳奥様狩り V 葵百合香（5月10日、NITRO）
- 子作りに悩む巨乳の義母が息子の勃起チ○ポを見て愛液ジワリ! あまりのたくましさに理性保てず旦那には絶対内緒の馬乗り逆夜這い! 母性溢れるおっぱいを揺らしながら悶絶イキ! 妊娠するまで何度も中出し! 5（5月17日、V&R PRODUCE）※オムニバス作品
- 熟女の髪を汚したい（5月20日、RADIX）
- 二人羽織オナニー（5月20日、RADIX）※オムニバス作品
- ドスケベガニ股長身上司はどこでもお漏らししちゃう下品な潮吹き痴女OL（5月26日、WEEKENDER）
- 入院中の黒人のデカマラに疼いてしまった看護師の私…（6月6日、グローリークエスト）
- ヤリ部屋調教でドM覚醒!快楽拷問に負けて絶頂潮吹きする完全OUTな人妻がこちらです。（6月7日、山と空）
- 【過激注意】スタイル抜群の変態美人妻がガチギマリで止まらない膣イキで大量潮吹き!（6月19日、チキチキカマー）
- 絶品肉感!34才高身長美人奥様の気持ち良過ぎてヒクヒクイキ狂うカラダ!堪らず失禁!ハメ潮!汁まみれ中出し絶頂SEX!（6月19日、美人魔女/エマニエル）
- 自宅を占拠され生徒達の玩具にされた女教師（6月20日、ヒビノ）
- 中出し人妻不倫旅行（6月22日、ビッグモーカル）
- 息子の友達のマセガキ共に性処理をさせられる母親～ 葵百合香（7月11日、ヒビノ）
- OPPAIナーススペシャル 巨乳痴女医科大学 パイズリ中出し精液採取科 真木今日子 鈴木さとみ 葵百合香 春菜はな 優月まりな 彩奈リナ（7月19日、OPPAI）
- ノーブラ姿で過ごすご無沙汰デカ乳義母の胸ポッチにフル勃起!息子は我慢できず服の中に手を入れ乳首イジると敏感過ぎて大悶絶!豊満すぎるオッパイを激揺れさせるハードピストンで何度もイキ乱れる!（8月9日、V&R PRODUCE）※オムニバス作品
- 激レア素人ちゃんを連れてきた。vol.06 乳首責めの天才セラピスト・あかりさん(22歳)& 173cmの高身長エリート女社長・ゆりかさん(30歳)（8月25日、激レア素人ちゃん/妄想族）
- 極上ボディで何度も射精させちゃう超淫乱高級デリヘル嬢 3（9月13日、BAZOOKA）※オムニバス作品
- チクビ快感伝道師（10月4日、ワープエンタテインメント）
- マジックミラー号逆ナンパスペシャル! 真夏のビーチに'超高級4輪車ソープ'が出張中! 素人ボーイズはマッハで射精ドクドクどぴゅ～っ! 悠月リアナ 葵百合香 愛瀬るか 冬愛ことね（10月10日、サディスティックヴィレッジ）
- 夫とは違う濃厚な性交。（10月10日、タカラ映像）
- うちの息子は性欲モンスター 元ヤリマンのママ友に何度射精しても収まらない勃起。大浦真奈美 加藤ももか 葵百合香（10月25日、ダスッ!）
- 長身×爆乳×でか尻 どすけべ妻ナンパ 露出狂の喰い込み奥様は超ヤリマン!（10月25日、かつお物産/妄想族）
- 妄想女教師痴漢（10月25日、フェ地下）
- ママシ〇タ!ボイン!友達のママのデカすぎるおっぱいでムギゅーされた僕。性欲全開ママは何も知らない僕のチ〇コにイタズラ弄びマ〇コを吸いつかせイキまくる 真木今日子 若月みいな 葵百合香（11月21日、SWITCH）
- 隣の奥さんの性欲が強すぎて帰してもらえず生ハメしまくった24時間（11月22日、人妻花園劇場）
- 肉感アテンダント! ～元CA百合香さん(Gカップ)の体験告白～（12月7日、下半身タイガース/妄想族）
- 神テクで太客のデカチンを間違いなく天国射精に導く高級ソープ嬢（12月12日、サディスティックヴィレッジ）
- 潮吹き5人姉妹 両親が不在の間に汁まみれで痴女られまくったボク… 晶エリー 葵百合香 彩葉みおり 有村のぞみ 岬あずさ（12月13日、MOODYZ）
- 巨乳痴女医に犯される逆セクハラ健康診断 2（12月13日、BAZOOKA）※オムニバス作品

- 不倫人妻密会性交記録（1月31日、ワープエンタテインメント）
- 究極エロボディ つゆだく特盛レズビアン 葵百合香 成澤ひなみ（2月1日、U&K）
- 女王様のリング ～欲望の地下女子プロレズ～ 葵百合香 松坂美紀 横山夏希（2月6日、ROCKET）
- 綺麗でいやらしい叔母さんの極上肉感ボディの虜になった僕 葵百合香（2月7日、RUBY）
- 「ねぇ、今日はわたしの部屋に来てくれない?」デカ尻な隣人2人に杭打ち騎乗位される毎日。3  倉多まお 葵百合香（2月13日、MOODYZ）
- 着たままの痴女様と全裸プレイ 完全着衣痴女と全裸M男のCFNM（2月13日、M男パラダイス）
- 巨乳痴女パイズリ挟射学園 柊るい 古賀まつな 羽生ありさ 葵百合香 石原理央（2月19日、OPPAI）
- 危険日直撃!子作りする性教育4! 葵百合香 相澤ゆりな（3月12日、Mr.michiru）
- 働く母 ～コネ入社させた溺愛息子との性生活～ 葵百合香（3月13日、ながえSTYLE）
- 真面目すぎる妻は介護職に向いてない 葵百合香（4月1日、ミセスの素顔/エマニエル）
- 高身長171cmミニスカ巨乳101cmGカップ白シャツ透けブラ長足美脚 SEXレス美人妻の欲求不満を満たす連続絶頂乱交SEX 葵百合香（5月19日、美人魔女/エマニエル）
- 「夫がリストラで家賃を払えなくなっちゃって…」デカ尻巨乳な奥さん、困ってしまって大家さんに相談したら…（5月20日、STAR PARADISE）
- G.H.Iカップ爆乳熟女禁断の生ハメ本番交渉（5月29日、Nadeshiko）※オムニバス作品
- 憧れの女上司と（6月25日、タカラ映像）
- 社長の息子のHな社会科見学 4 八乃つばさ 葵百合香 桜田みつ葉（6月25日、グローリークエスト）
- 葵百合香 THE下半身タイガースBEST 8時間（7月7日、下半身タイガース/妄想族）※単体ベスト
- 最近、妻がご近所付き合いに一生懸命で…夫が部屋の中にいるのに、マンションの玄関、廊下で不倫するエロ妻（7月20日、STAR PARADISE）※オムニバス作品
- 美熟女仮面オーロラ 熟れっ娘ヒロイン (R-30)（8月28日、GIGA）
- 代理出産の母 葵百合香（9月24日、タカラ映像）
- 夫の出張中に何度も逝かされて超絶悶える巨乳妻 ～ドキュメント・ドラマ 平凡妻の知られざる日常～ 葵百合香（9月25日、NAGIRA）
- 催眠術師セミナーLIVE 体現者:葵百合香 被験者:相澤ゆりな（10月25日、ヒプノシスラボ/妄想族）
- ふたなりびんびん寝取り物語 葵百合香 中条カノン（11月26日、ROCKET）
- 尻地獄 ～魅惑的巨尻の顔騎地獄でチ●ポフル勃起させて中出しさせるドS痴女～ 葵百合香（12月10日、Mr.michiru）
- 調教学園 葵百合香（12月11日、サロメ）

- 母子姦 葵百合香（1月7日、グローリークエスト）
- お義母さん、にょっ女房よりずっといいよ… 葵百合香（1月14日、タカラ映像）
- 女流術師神施術LIVE -催眠セッション編- 葵百合香 相澤ゆりな（2月13日、ヒプノシスラボ/妄想族）
- 部屋結界×NTR ～この家族は全てワシの思うがままじゃ イヒ!～ 波多野結衣 葵百合香 七瀬もな（2月25日、SODクリエイト）
- ああ、お尻あいになりたい熟女尻!! ムチ尻ケツ子が今日もバックでおもてなし!!（3月5日、LEO）※オムニバス作品
- 母子交尾 【那須蛇尾川路】 葵百合香（4月7日、RUBY）
- 憧れの兄嫁と 葵百合香（4月8日、タカラ映像）
- 尻穴解禁 美熟痴女の初アナルFUCK 葵百合香（4月15日、グローリークエスト）
- 初催眠中毒 彼女の初音-プルミエ- 逢見リカ 葵百合香（4月15日、ヒプノシスラボ/妄想族）
- 催眠マンション603号室 -夢魔の残像- 逢見リカ 葵百合香（6月13日、ヒプノシスラボ/妄想族）
- お見舞いに来てくれた叔母さんの無防備な胸元から覗くおっぱい（巨乳）を見て禁欲チ○ポが即勃起! 献身的な騎乗位で精子を全部絞り取る巨乳叔母さん（6月17日、グローリークエスト）※オムニバス作品
- hypno-drama 快楽催眠に溺れた巨尻奥さん 葵百合香（6月25日、ヒプノシスRASH）
- 【羞恥】ババコス!【BBA】いい歳をした身長172Gボインの主婦に○ヴァ真○波マリイラスト○アスのコスプレさせて恥ずかしめてみた件【中田氏】葵百合香奥様 33歳 前編（7月8日、プラム）
- 【羞恥】ババコス!【BBA】いい歳をした身長172Gボインの主婦に○ヴァ真○波マリイラスト○アスのコスプレさせて恥ずかしめてみた件【中田氏】葵百合香奥様 33歳 後編（7月8日、プラム）
- 投稿実話 妻がまわされた 14 ～夫婦に起こった二度目の悲劇～ 葵百合香（7月13日、ながえSTYLE）
- 爆乳女将は童貞狩人 葵百合香（7月19日、RUBY）
- hypno-drama 快楽催眠に溺れた巨尻奥さん 葵百合香 続編（7月25日、ヒプノシスRASH）
- まるっと! 葵百合香（2021/08/01日、プラネットプラス）※単体ベスト
- 肉感アパートメント ～パート主婦OL百合香さん（Gカップ）の肉体シェアハウス～ 葵百合香（8月7日、下半身タイガース/妄想族）
- たびじ 母と子のふたり旅 葵百合香（8月26日、タカラ映像）
- Mっ気のある人妻を拘束逝かせSEX 葵百合香（9月1日、プラネットプラス/七狗留）
- おしっこ114連発 98人（9月2日、グローリークエスト）
- 留年した息子を惑わすGカップ義母 葵百合香（10月19日、KSB企画/エマニエル）
- ドスケベBODYの勝気な女社長とHなご子息 葵百合香（10月21日、グローリークエスト）
- 挟みたくなるなるすけべな太ももコキ 2 ムチムチボディの5人の淫乱ミニスカ痴女!（10月26日、かつお物産/妄想族）
- 乳首発狂 熟練の乳首責めで射精、 潮吹き、 メスイキ、 快感をコントロールする東京乳首女子 葵百合香（11月11日、Mr.michiru）
- 浮気常習妻 都内デートで潮と小便ダダ漏らしザー汁2発強奪ごっくん ぐしょ濡れマ●コをヒクつかせ露出徘徊で肉棒ペロリ丸呑み♪SEX3回! 搾精4発! 金玉カラになるまで搾り尽くされました（感涙） 葵百合香（11月16日、山と空）
- 誘惑 7 仕事中にチ○ポを触りたがる7人のOL達（12月7日、下半身タイガース/妄想族）
- おち○ぽ大好きお姉さんのフェラチオは好きですか? 2（12月21日、グローリークエスト）※オムニバス作品

- アナルオナニー（1月4日、グローリークエスト）※オムニバス作品
- SENZ TV パパママ頑張れ!! ぬるぬるローションでスポーツ大好き仲良し家族対抗ハメハメ合戦2022 軟体も長身も大集結! 射精とローションを制して優勝賞金100万円を目指せ! 工藤ララ 夜空奈歩 若宮穂乃 葵百合香 前乃菜々 真崎理恵子（4月7日、SODクリエイト）
- 僕のことが大好きなママと、クラスで一番美人な友達のママで行った二泊三日の混浴温泉旅行 葵百合香 美泉咲（6月21日、グローリークエスト）
- 「こんなところでゴメンなさい…。でも、もう我慢出来なかったの…」トイレが故障で使えず膀胱限界の放尿婦人 36人（6月21日、アクアモール/エマニエル）
- 友人の母親と2人だけの秘密。おばさんに無理矢理中出しセックスしたことは…。 葵百合香（6月28日、VENUS）
- 令和 ザ・スワップ 夫婦交換 夫が他の女と 妻が他所の男と あ～いくぅ（7月12日、FAプロ）
- 高身長デカ乳＆デカ尻マゾ妻に変態インストール覚醒ダッチワイフ（7月26日、AVS collector’s）※「清水恵子」名義
- 狙われたシロムチおっぱい!! 背徳のヌルテカオイルマッサージ（8月4日、LEO）
- 嫁に禁欲させられていた僕は上京してきた嫁母の百合香さんに何度も中出ししてしまった… 奇跡の四十路爆乳Gカップ熟女 葵百合香（8月27日、ビッグモーカル）
- 「おばさんのカラダで勃起しちゃったの?」 挑発的すぎる豊満なカラダがたまらないドエロおばさんに主導権とムスコをにぎられ、なすがまま生でヌプッ!! たっぷたぷの中出し白濁オツユがお尻まで垂れちゃうからチ●ポはまだまだ抜かないでっ!! 6（9月8日、LEO）
- シン・ババコス 激情版:｜｜ Hair / したごころを、君に 家で主婦を新世紀BBAコスハメ撮り! 照れたBBAイキまくりな神動画撮れた（9月8日、プラム）
- エロ揉み熟女の全裸マッサージ ～チ○ポもマ○コでパコ揉みします（10月4日、アロマ企画）
- 熟女のエロい肉づき! 葵百合香 ベスト（10月11日、ながえSTYLE）※単体ベスト
- マジックミラー号からの脱出! 2 制限時間100分でSEXしないと脱出できないマジックミラー号に、絶対にヤってはいけない関係の2人を閉じ込めたら… 禁断のSEXをしてしまうのか!?（10月20日、SODクリエイト）
- チ○ポ・トレナージュ ～男性機能回復マッサージ（11月15日、アロマ企画）
- おっぱいボインワールドカップ!（11月26日、ビッグモーカル）
- シン・限界催眠 ＃2 葵百合香（12月27日、ヒプノシスラボ/妄想族

- 美人妻激潮薬漬けレズエステ 連続噴射イキアクメ! 望月あやか 佐伯由美香 葵百合香（1月15日、ピーターズ）
- ママシ●タ実話 葵百合香（1月24日、グローリークエスト）
- 夫のNTR性癖に付き合わされて痴女覚醒する妻 葵百合香（2月14日、BALTAN）
- 狂気拷問研究所 Tall Queen Madness Explosive Flame Climax ～長身女王様強制狂淫爆炎絶頂狂騒曲～ 葵百合香（2月28日、AVS collector’s）
- 長身・巨乳・巨尻の豪快おねえさん 普段は強めの美人が性感責めと絶倫巨根でバチボコイカされメスになってしまう（2月28日、ブロッコリー/妄想族）
- Garterbelt! Highheel! Bitch!! 2 葵百合香（3月7日、アロマ企画）
- ゲーセンデートからの濃厚生ハメ!! 欲求不満な美人妻と乱交SEXしました（3月7日、センタービレッジ）
- hypno-drama 催眠術で連れ子の前でケモノの姿を晒す義母 葵百合香（3月14日、ヒプノシスRASH）
- 美熟女の蒸れたパンティ越しマン土手で窒息しそうな顔騎責め（3月21日、アロマ企画）
- メガ勃起不可避! 妖艶熟女の卑猥な乳首弄り（3月21日、アロマ企画）
- hypno-drama 催眠術で連れ子の前でケモノの姿を晒す義母 続編 葵百合香（4月4日、ヒプノシスRASH）
- 人妻レズ不倫 ～初めての浮気相手はかつての恋人～ 武藤あやか 葵百合香（5月2日、U&K）
- 大丈夫、おばさんに任せて 4（5月12日、LEO）
- チンスメ おち●ぽのにおいってどうですか?（5月16日、タマネギ/妄想族）
- 「おばさんだけどいいの?」優しく早漏改善セックスを教えてくれた巨乳家庭教師 VOL.2 完全盗撮アングルVer.（5月25日、DANDY）
- 熟Wペニバンレズ（26月6日、U&K）
- マダムの淫語会話教室 葵百合香 永野つかさ 彩川ゆめ（6月8日、ROCKET）
- HYPER HIGHLEG QUEEN 葵百合香（6月13日、デジタルアーク
- 乳首びんびんどすけべナース 長身のバキューム美熟女が性感看護致します（7月25日、かつお物産/妄想族）
- 無理矢理犯された僕を見て嫁が突然痴女発症。その瞬間から僕は二人の肉バイブ 葵百合香 平井栞奈（8月8日、BALTAN）
- YAPPA! 葵百合香 ハイキャリア女優の今一番見せたいエロス ドすけべ痴女お姉さんスキル全使いセックス、からの、レディコミ系焦らせれ羞恥セックス（8月10日、Mr.michiru）
- 葵百合香 BEST Vol.1（10月17日、グローリークエスト）※単体ベスト
- 20年ぶりに集まったおばさんピンサロ同窓会 オクチ & オマ〇コの花びら大回転でチ〇ポしゃぶりまくりハメまくり無制限中出ししまくった一日。 小早川怜子 翔田千里 山瀬美紀 葵百合香（11月7日、MOODYZ）
- 吸引力抜群のザーメン姉さんたちヌキテクで昇天!! 最強痴女Wフェラ & W手コキの極!!（11月9日、LEO）
- 憧れの高身長巨乳ママと、会って4秒で即ハメ中出しを繰り返してしまった低身長絶倫エロガキな僕。 葵百合香（11月14日、グローリークエスト）
- ブーツの美魔女とナマ交尾 即ズボチ〇ポの快感に美貌が蕩ける… ゆりかさん38歳（11月21日、有閑ミセス/エマニエル）
- 月刊人妻女子専科エロカリ あんたのカラダは犯罪だ!!! 第31号（12月7日、プラム）
- 彼女の性欲が強すぎるのは母親譲り!? 初めて行った彼女の家で母娘に痴女られて無限勃起させられた僕 早見なな 葵百合香（12月12日、BALTAN）共演:早見なな
- 人妻かたりかけ11人! 黒パンスト爆擦りイキ 愛液べっちょり指オナニー（12月15日、ロータス）

- ワイセツ産婦人科 不妊治療に訪れた人妻を治療と称してやりたい放題弄ぶ個人診療所の変態医師 VOL.4 美人妻編（2月20日、有閑ミセス/エマニエル）
- 誰にも言えない…娘の夫に無理やり抱かれたなんて… (11)（2月27日、グラフィティジャパン）
- セレブ奥様の非日常シ○タ遊戯 葵百合香（3月12日、グローリークエスト）
- 絶対服従淫猥ママ 僕らはママのバター犬です、わん! 葵百合香（3月14日、センタービレッジ/桃色吐息）
- 催○術で「時間よ止まれ」豪華版～美女たちにHな悪戯ヤリたい放題からの感度10倍SEX大公開!（3月15日、パラダイステレビ）
- 高身長ママのお手コキびっち～ 葵百合香（3月19日、ドグマ）
- はじめてのファックマシン 最初は恐る恐る、から… 的確なマシンピストン喰らってめちゃくちゃイカされた!（3月26日、タマネギ/妄想族）
- エロ黒姉さん 葵百合香（3月27日、MERCURY）
- 口の中の感触をじっくりと味わう、優しいスロ～フェラチオ (3)（5月1日、OFFICE K’S）
- 「おばさんのカラダで勃起しちゃったの?」 挑発的すぎる豊満なカラダがたまらないドエロおばさんに主導権とムスコをにぎられ、なすがまま生でヌプッ!! たっぷたぷの中出し白濁オツユがお尻まで垂れちゃうからチ●ポはまだまだ抜かないでっ!! 8（5月9日、LEO）
- 魅惑のハプニングバー 葵百合香（5月12日、MERCURY）
- 母子交尾 ～六日町路～ 葵百合香（5月21日、RUBY）
- 乳首びんびんどすけべ教習所 長身のバキューム美熟女教官と密室の性教習（5月28日、かつお物産/妄想族）
- ブーツの美魔女PREMIUM 着衣の流儀 ゆりかさん38歳（6月18日、有閑ミセス/エマニエル）
- まるまる! 葵百合香（7月9日、なでしこ）※単体ベスト
- 存在無視! 気づかれないオフィス 葵百合香 堀北実来 紺野みいな（7月11日、ROCKET）
- 一日女将に就任しました 葵百合香（7月16日、RUBY）
- カノジョよりも彼女のお母さんが性癖にぶっ刺さり、勃起しすぎてチ〇ポが痛い。 葵百合香（7月23日、ダスッ!）
- 筆おろし温泉ソープ 親父が再婚して― Gカップ巨乳の義母さんができた。家族旅行で僕が童貞だとわかると淫乱な義母さんに狙われて… 葵百合香（11月5日、FunCity/妄想族）
- 発情した私は夫の部下にノーブラ胸チラ誘惑 葵百合香（11月19日、KSB企画/エマニエル）
- カメラの前でおしっこする女 5（11月26日、グローリークエスト）

- 人妻の花びらめくり 葵百合香（1月21日、人妻援護会/エマニエル）
- おま●この形状まるわかり! 薄いパンツの上からマン汁ぬるぬる透けオナニー 14（2月11日、かぐや姫Pt/妄想族）

### アダルトVR
葵百合香 名義
- 完熟の味 ～我が子のチ●ポが愛おしくて…～（1月11日、CASANOVA）
- HQ高画質対応 ドクター不在をいいことに患者を誘惑診断する淫乱ナース（2月8日、CASANOVA）
- わずか数分で立場逆転?! さっきまで涙目で許しを請うてた万引き妻がGメンが退室した途端、「シテあげてもいいよ」と上から目線で痴女責めしてくる逆レイプ交渉（4月5日、ワープエンタテインメント）
- べろ愛撫VR（5月31日、ワープエンタテインメント）※オムニバス作品
- 常連になれば何かあるかも!? 欲求不満なデリバリースナックのママ（7月12日、CASANOVA）
- 仮想現実ライブチャット ～出張中の旦那とライブチャットでバーチャルセックス～（7月26日、CASANOVA）

- 近所に住む人妻は長身ムチムチボディ×ふっくらGカップ×ブリブリでか尻だった! 葵百合香（3月19日、SODクリエイト）
- ママさんバレー部の練習終わりに、欲求不満なグラマラス卑猥ボディ のおばさん2人に、【ロッカーの中】に押し込まれて… 熱気ムンムン 本真ゆり 葵百合香（3月26日、SODクリエイト）
- イカせるT尻VR Tバックと美尻と食い込みと! 2（5月20日、ROOKIE）※オムニバス作品
- ぴっちりデニム美尻VR お尻の形が浮き出るエロさ! スキニージーンズの美脚フェチ!（6月3日、ROOKIE）※オムニバス作品
- ムチムチ×どスケベ×ボディコン お色気むんむん肉感痴女に90分コースで4射精体験VR 本真ゆり 葵百合香（8月24日、E-BODY）
- 女上司と二股不倫で密かにオフィスラブを満喫してたら出張先で2人にバレてしまい平謝り! 罰として精魂尽き果てるまでヌカれ続けた僕 春菜はな 葵百合香（10月30日、マドンナ）

- 隣村のオサセな娘っ子が今日も野菜を売りに来たのでオチ○ボ&オマ○ゴ! 性の喜び貪りまくりの超昭和肉感特化性交 葵百合香（8月26日、肉きゅんパラダイス）

- 思春期を迎えた夫の連れ子に火照らされた体が求める禁断の行為 葵百合香（4月14日、AQUA）
- SEX ROOM ～次々と湧いてくる10人の美女と同時子作り脱出計画～ 真木今日子 彩奈リナ 成澤ひなみ 海埜ほたる 平井栞奈 優梨まいな 加賀美さら 葵百合香 須崎美羽 彩乃ゆかり（9月11日、HMN WORKS）
- ボディぺ催眠 おっぱいデカいけどムカつく義母を洗脳して落書きして連れ回してたまに催眠解いてめっちゃ辱めてからボク専用肉便器にしてやりました。 葵百合香（10月13日、ナチュラルハイ）
- 2人掛かりで極抜きする高級美熟女デリヘルを連続利用したらチ●ポがバカになった 葵百合香 平井栞奈（11月3日、AQUA）
- 密着しながらオナニーの応援をしてくれるVR（12月15日、AQUA）

- 乗っかられながら一緒にオナニー（1月5日、AQUA）
- 嫁も一緒のはずが巨乳義姉とまさかの2人旅…。風呂あがりの濡れ髪おっぱいに我慢できず犯して10秒でイッちゃった落ち込む早漏な僕を受け入れ笑顔で何発もヌイてくれた 葵百合香（4月12日、ナチュラルハイ）

### アダルト配信限定
- あいり (htut133)（5月19日、人妻空蝉橋）
- 野本さん（11月30日、エチケット）

- 【ガチ中出し】マジ軟派、初撮。 33 ゆりか 37歳 空港内カード受付（5月11日、ナンパTV）
- 百合香（6月23日、はめチャンネル）
- ユリカ（8月28日、＃オフパコ）
- ゆりか (pwife490)（10月8日、P-WIFE）
- さゆみ (SIMM-032)（10月19日、しろうとまんまん）
- 百合香 (htut286)（10月26日、人妻空蝉橋）
- ゆりか（10月28日、トランプ）
- 百合香サン（12月28日、西日暮里人妻同好会）

- 東出香 (mywife435)（2月10日、舞ワイフ）
- ゆりか (per129)（2月25日、%OFF）
- あおい (per138)（2月28日、%OFF）
- かすみ (ewdx257)（5月16日、E★人妻DX）
- 百合香 2 (htut326)（5月24日、人妻空蝉橋）
- 百合香 3 (htut327)（5月24日、人妻空蝉橋）
- 【171cm長身潮吹き美女】Gカップ巨乳のド淫乱K校教師と個人撮影! 大量潮吹き&ハメ潮噴射で部屋中ビッチョビチョ! 普段は知性派な人妻先生とスク水コスプレでラブホハメ撮り（6月15日、全日本ハメ撮り連盟）
- りょうさん (gerk162)（7月11日、ゲリラ）
- 神出鬼没!! Gカップ嬢を乗せたエロワゴン! 深夜にまで及んだ調査! 怪しい男との交渉! 苦難を乗り越え風俗仕様に改造された後部座席にGカップ美人嬢と行けば… そこには現代の桃源郷があった!! コッテリサービスを堪能できるドライブスルー風俗とは!? エロすぎ都市伝説FILE：02  Yさん / 高身長Gカップのサービス嬢 / 知人バレを恐れる超絶美人（7月28日、れいわしろうと）
- ゆりか（8月9日、池袋素人倶楽部）
- 百合香 (tjng411)（8月17日、鉄人2号さん）
- さゆり (osyabc138)（9月13日、おしゃぶりクッキング）
- 百合香 2 (tjng428)（10月17日、鉄人2号さん）
- ゆりか 2 (pwife597)（11月17日、P-WIFE）
- さやか（11月22日、全日本ハメ撮り連盟）

- Aさん (ore628)（2月24日、俺の素人）
- 百合香 (ewdx303)（3月17日、E★人妻DX）
- ゆりか (pcotta272)（4月11日、パコッター）
- ゆりか 2 (pcotta302)（4月11日、パコッター）
- 百合花（4月25日、熟女楽園）
- 変態オヤジ秘蔵のコスプレハメ撮り映像が流出ｗｗ 171cm長身Gカップ美女(35)が4種のスク水・競泳水着姿で痙攣マジイキの嵐!! トランス状態のド淫乱マ〇コにくっさいザーメン大量爆射ｗｗｗ（5月4日、黒船）

- みやび (hmdn402)（8月30日、ハメドリネットワークSecondEdition）
- ゆりか (avkh203)（10月22日、恋する花嫁）

- ゆかり (hint0523)（5月13日、熟蜜のヒミツ）
- さくら (hmdnc516)（9月23日、ハメドリネットワークSecondEdition）
- YURIKA (ttjm146)（11月11日、鉄人2号さん）

- さくら (hmdnc571)（3月4日、ハメドリネットワークSecondEdition）
- ゆめ (hmdnc599)（5月10日、ハメドリネットワークSecondEdition）

- 百合香 (gjkz527)（2月5日、素人熟女図鑑）
- ゆりか (sj005)（3月8日、昭和以上熟女未満）
- ゆりか（5月19日、五反田マングース）
- ゆりか 2（6月23日、五反田マングース）

### イメージDVD
- ヒーリングエロス 女神達のやすらぎのひととき 第三章 葵百合香（2021年7月28日、アイシス）

### デジタル写真集
- デジグラ・デラックス 葵百合香 001（2021年6月18日、PAD）
- デジグラ・デラックス 葵百合香 002（2021年7月16日、PAD）